# ليديا مانون
ليديا مانون (بالإنجليزية: Lydia Manon)‏ هي راقصة على الجليد أمريكية، ولدت في 16 سبتمبر 1982.

## وصلات خارجية
- ليديا مانون على موقع الاتحاد الدولي للتزلج (الإنجليزية)
- ليديا مانون على موقع الاتحاد الدولي للتزلج (الإنجليزية)